# سنت-بئاتریکس، کبک
سنت-بئاتریکس (به فرانسوی: Sainte-Béatrix) شهری در منطقه شهری ماتاوینی ناحیه لانودییر در استان کبک کانادا است. در سرشماری سال ۲۰۱۱ این شهر ۱٬۷۲۶ نفر جمعیت داشته‌است و مساحت آن ۸۳٫۵۲ کیلومتر مربع است.